# Fune (ginnastica ritmica)

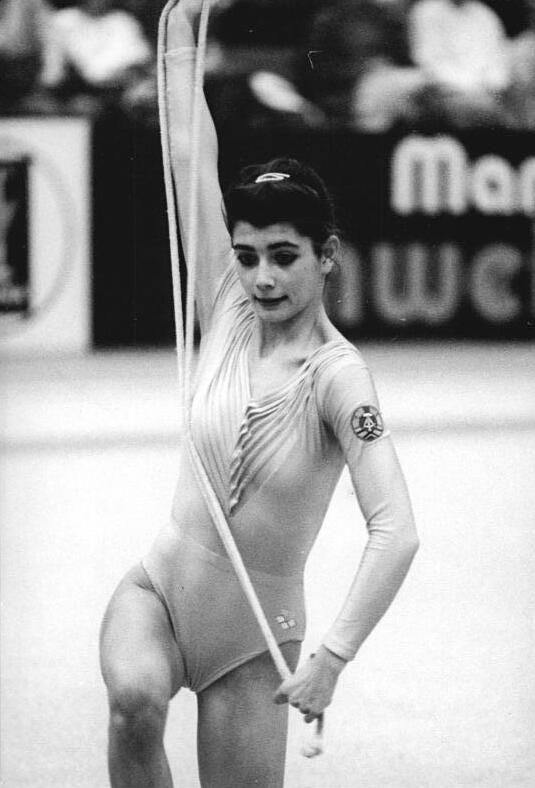

La fune è uno dei cinque attrezzi utilizzati nella ginnastica ritmica in cui prevale il gruppo corporeo dei salti. Con la fune si possono inoltre eseguire echappè, movimenti nella quale viene lasciato un lembo della fune, ripreso successivamente.

## Descrizione
È un attrezzo realizzato generalmente in cotone alle cui estremità ci sono dei nodi. La lunghezza della fune varia in base all'altezza dell'atleta.
Per misurare la lunghezza della fune bisogna posizionarla sotto i piedi a gambe unite con i talloni appoggiati a terra e la fune deve arrivare sotto l’ascella della ginnasta

## Durante l'esecuzione
Durante l'esercizio di ginnastica ritmica è molto importante il maneggio dell'attrezzo che deve essere molto vario. La fune, durante l'esercizio di ginnastica ritmica, può essere tenuta aperta, piegata in 2, in 3, in 4, ma la tecnica principale e più diffusa è quella della fune aperta, tenuta per le 2 mani in corrispondenza dei nodi durante i salti ed i saltelli.
È ugualmente possibile eseguire altri movimenti diversi. Questi movimenti, come il lavoro con la fune piegata o annodata non sono tipici di questo attrezzo, quindi non devono essere predominanti nell'esercizio. Importanti anche sono i movimenti di conduzione, tipici del maneggio di questo attrezzo come le circonduzioni, la vela o la controvela, i giri della fune e i lanci.
L'atleta deve compiere gli esercizi tenendo la fune sempre in movimento senza farle prendere forme strane o subire afflosciamenti.
Per questo attrezzo generalmente vengono utilizzate musiche veloci, adatte ad eseguire movimenti rapidi, salti di vario tipo e forma e saltelli ritmati.
La fune è stata eliminata come attrezzo sin dalle olimpiadi del 2012, accusata di essere un attrezzo poco scenico rispetto agli altri e difficile da vedere durante l'esecuzione dell'esercizio.